# Chiromantis dudhwaensis
Espèce
Synonymes
- Chirixalus dudhwaensis Ray, 1992

Statut de conservation UICN

 DD  : Données insuffisantes
Chiromantis dudhwaensis est une espèce d'amphibiens de la famille des Rhacophoridae.

## Répartition
Cette espèce est endémique de l'Uttar Pradesh en Inde. Elle se rencontre dans le parc national de Dudhwa et dans le Katerniaghat Wildlife Sanctuary.

## Étymologie
Son nom d'espèce, composé de dudhwa et du suffixe latin -ensis, « qui vit dans, qui habite », lui a été donné en référence au lieu de sa découverte, le parc national de Dudhwa.

## Publication originale
- Ray, 1992 : Description of a new rhacophorid, Chirixalus dudhwaensis (Anura: Rhacophoridae) from Dudhwa National Park, District Lakhimpur Kheri, Uttar Pradesh, India. Indian Journal of Forestry, vol. 15, no 3, p. 260-265.